# La base : Lex & Wasiu
 (octobre 2020).
La base : Lex & Wasiu est une web-série talk-show animée par Lex Garcia et Wasiu Salami, deux milléniaux montréalais,  et réalisée par Émilie Mannering, où plusieurs personnalités publiques québécoises sont interviewées,,, .

## Fiche technique
- Titre : La base : Lex & Wasiu
- Création : Lex, Wasiu et Laurent K. Blais
- Animation : Lex et Wasiu
- Réalisation : Émilie Mannering
- Production exécutive : Delphine Poux
- Sociétés de production :  VICE Studios Canada
- Sociétés de distribution : Tou.tv
- Pays d'origine :  Canada
- Langue : Français
- Genre : Talk-show
- Nombre de saisons : 1
- Nombre d'épisodes : 19
- Durée : 11 min
- Date de première diffusion : 29 janvier 2020

## Épisodes
| No. dans la saison | Titre                                               |
| --- | --------------------------------------------------- |
| 1 | Les régions avec Katherine Levac                    |
| Lex et Wasiu règlent une fois pour toutes la division entre Montréal et le reste du Québec. Ils reçoivent l’humoriste franco-ontarienne Katherine Levac, avec qui ils discutent de leur idée pour une nouvelle téléréalité pour rapprocher les Québécois et Québécoises de toutes les origines et de toutes les provenances.                                                                                                |                                                     |
| 2 | Recevoir de la visite avec Marilou                  |
| Recevoir de la visite est souvent chargé de rituels qui frôlent le ridicule, quand ils ne sont pas carrément hypocrites. Lex et Wasiu discutent des conventions contemporaines de l’art de recevoir avec Marilou, cofondatrice de Trois fois par jour. |                                                     |
| 3 | La langue française avec Sonia Benezra              |
| Lex et Wasiu discutent du rapport particulier qu’ils entretiennent avec le français, qui n’est pas leur langue maternelle, et de la manière dont il est enrichi au Québec par les locuteurs issus de l’immigration. L’animatrice Sonia Benezra se joint à eux pour parler de ses expressions québécoises préférées et passer un test de slang montréalais.                                                                  |                                                     |
| 4 | L’hygiène mentale avec Safia Nolin                  |
| Lex et Wasiu réfléchissent à la santé mentale depuis qu’ils se sont rencontrés en étudiant la psychologie à l’université. Ils donnent leurs trucs et leurs astuces du quotidien pour garder un état d’esprit sain. Safia Nolin leur raconte comment elle a réussi à canaliser positivement ses obsessions personnelles, notamment grâce au houmous et au CBD.                                                               |                                                     |
| 5 | Les règles non écrites du basket avec Chris Boucher |
| Dans cet épisode, Lex et Wasiu célèbrent les terrains de basket publics, des endroits qui remplissent de multiples fonctions pour les jeunes de Montréal. Ils reçoivent Chris Boucher, des Raptors de Toronto, qui vante la culture montréalaise du basket et explique pourquoi il ne joue jamais à NBA 2K. |                                                     |
| 6 | Les t-shirts blancs avec High Klassified            |
| Lex et Wasiu prennent les t-shirts blancs au sérieux. Ils proposent ici un palmarès des meilleurs modèles sur le marché et expliquent ce qu’ils révèlent sur celui ou celle qui les porte. Le producteur High Klassified vient expliquer ses trucs d’entretien de t-shirts et parler de la plus grosse somme qu’il a dépensée pour un «white-tee».                                                                          |                                                     |
| 7 | Les funérailles avec Maude Landry                   |
| Nos funérailles, c’est le dernier party qu’on peut organiser. Lex et Wasiu s’attardent d’ailleurs depuis longtemps aux détails de leur grand au revoir. Ils reçoivent l’humoriste Maude Landry et découvrent qu’elle prend aussi la réussite de ses funérailles très au sérieux. |                                                     |
| 8 | Coloniser Mars avec Didier Lucien                   |
| Lex et Wasiu s’amusent à imaginer le comportement de l’humanité lors de sa conquête de Mars en rappelant des épisodes de conquêtes territoriales de l’histoire. Ils écoutent les prédictions de Didier Lucien, le premier Haïtien à avoir voyagé à travers la galaxie. |                                                     |
| 9 | Les peines d’amour avec Les louanges                |
| Lex et Wasiu abordent le cycle de l’amour et les vérités universelles qui en découlent, particulièrement lors des ruptures. Ils reçoivent l’auteur-compositeur-interprète Les Louanges, qui parle d’amour et de séduction de son point de vue de jeune «stoner» de banlieue. |                                                     |
| 10 | Bien vieillir avec Philippe Fehmiu                  |
| Lex et Wasiu examinent leur entourage et les médias afin de trouver des modèles inspirants d’hommes ayant vieilli avec goût. Ils reçoivent l’animateur Philippe Fehmiu pour qu’il leur révèle les secrets et les enseignements qui lui sont venus avec l’âge. |                                                     |
| 11 | Les « grouillades » avec Cœur de pirate             |
| La jeunesse de Lex et Wasiu a été marquée par ces endroits faits pour que les ados puissent faire la fête avant d’avoir 18 ans. Leur époque a été marquée par les hymnes de rap, de dancehall et de reggaeton du milieu des années 2000, et par les «grouillades», les déhanchements caractéristiques effectués sur ces musiques. Ils invitent Cœur de pirate à revisiter ses souvenirs de ces rassemblements initiatiques. |                                                     |
| 12 | L’épicerie avec Karim Ouellet                       |
| Lex et Wasiu ont grandi en découpant les circulaires de Super C et en collectionnant les bons de réduction. Le fameux marché Jean-Talon représente pour eux un écosystème fascinant, qu’ils associent à la réussite professionnelle et personnelle. Ils discutent avec Karim Ouellet de la nourriture comme symbole d’accomplissement professionnel et de la meilleure journée pour trouver un arrivage de cerfeuil frais.  |                                                     |
| 13 | Les erreurs de jeunesse avec Alex Harvey            |
| Passe-temps discutables, style regrettable, explorations risquées de produits cosmétiques : grandir comporte inévitablement son lot de souvenirs douloureux. Lex et Wasiu se remémorent le meilleur du pire de leur passé et tentent de découvrir les squelettes dans le placard d’Alex Harvey, sans aucun doute l’un des hommes les plus parfaits du Québec.                                                               |                                                     |
| 14 | Les arnaques légales avec Olivier Primeau           |
| Lex et Wasiu révèlent les techniques, les trucs et les astuces pour maximiser chaque dollar dépensé, tout en restant dans le cadre de la légalité. Ils reçoivent Olivier Primeau, propriétaire du Beach Club et fondateur du Festival Metro Metro, pour mettre en commun leur «sens des affaires». |                                                     |
| 15 | Les vacances avec Claude Begin                      |
| |                                                     |
| 16 | La décoration intérieure avec Pony                  |
| |                                                     |
| 17 | La cohabitation avec Milk & Bone                    |
| |                                                     |
| 18 | Joute verbale avec Catherine Fournier               |
| |                                                     |
| 19 | Les théories du complot avec Hubert Lenoir          |
| |                                                     |